# Sommerschafweide in den Weißen Äckern
Das Gebiet Sommerschafweide in den Weißen Äckern ist ein vom Landratsamt Münsingen am 31. Mai 1955 durch Verordnung ausgewiesenes Landschaftsschutzgebiet auf dem Gebiet der Gemeinde Zwiefalten.

## Lage
Das nur etwa 8,6 Hektar große Landschaftsschutzgebiet liegt etwa einen Kilometer nordwestlich des Ortsteils Gauingen an der Gemeindegrenze zu Pfronstetten. Es gehört zum Naturraum Mittlere Flächenalb und liegt in der Entwicklungszone des Biosphärengebiets Schwäbische Alb
Geologisch stehen hauptsächlich die Oberen Massenkalke des Oberjuras an.

## Landschaftscharakter
Die einstige Schafweide ist heute durch Aufforstung weitgehend bewaldet. Im Südosten des Gebiets befindet sich eine als Biotop geschützte Doline.